# بنیاد
البُنيادات (الفارسية: بنیاد "مؤسسة") هي الصناديق الخيرية في إيران تلعب دورًا كبيرًا في اقتصاد إيران. فهي تسيطر على ما يُقدّر بنحو 20٪ من الناتج المحلي الإجمالي الإيراني، وتأتي في المرتبة الثانية بعد صناعة النفط في مجالات التصنيع والتجارة وتطوير العقارات في إيران. واعتبارًا من عام 2010، تُعد مؤسسة المستضعفين أكبر بنياد، وتبلغ قيمتها نحو 10 مليارات دولار. بالإضافة إلى البنيادات الوطنية الكبرى مثل مؤسسة المستضعفين، هناك العديد من البنيادات المرتبطة برجال الدين المحليين في "كل" مدينة إيرانية تقريبًا. وجميعها تخضع فقط للمرشد الأعلى للثورة الإسلامية. واعتبارًا من عام 2008، توظف البنيادات ما بين 400,000 إلى 5 ملايين إيراني.
وعلى الرغم من كونها من الناحية التقنية منظمات دينية خيرية، فقد تطورت لتصبح "احتكارات خاصة ضخمة دون رقابة حكومية"، ويُوصف دورها حاليًا بأنه توجيه العائدات إلى الجماعات الداعمة للجمهورية الإسلامية، بينما تُقدّم القليل من الإعانات الخيرية غير الكافية للفقراء. وهي معفاة من الضرائب وتستفيد من "دعم حكومي ضخم من حكومة الجمهورية الإسلامية الإيرانية"، وقد وُصفت بأنها "منتفخة"، و"نقطة ضعف رئيسية في اقتصاد إيران"، تسحب الإنتاج إلى السوق السوداء المربحة.

## الخلفية

### فترة الملكية
تأسست كبنيادات ملكية من قبل شاه محمد رضا بهلوي، وقد وُجّهت انتقادات للبنيادات الأصلية بأنها توفر "ستارًا من العمل الخيري" لتمرير المحاباة والسيطرة الاقتصادية والصفقات الربحية التي كانت تهدف إلى "إبقاء الشاه في السلطة". وكانت تُشبه إلى حدٍّ كبير التكتلات السرية أكثر من كونها صناديق خيرية، حيث استثمرت بكثافة في تطوير العقارات، مثل منتجع كيش (جزيرة)؛ لكن الإسكان والتجارة في تلك المشاريع كانت موجهة للطبقتين المتوسطة والعليا، بدلًا من الفقراء والمحتاجين.

### الجمهورية الإسلامية
بعد الثورة الإيرانية عام 1979، تم تأميم البنيادات وإعادة تسميتها بنيّة معلنة تهدف إلى إعادة توزيع الدخل على الفقراء وعائلات الشهيد، أي أولئك الذين قُتلوا في خدمة البلاد. كما تمّت مصادرة أصول العديد من الإيرانيين الذين كانت أفكارهم أو مواقعهم الاجتماعية تتعارض مع الحكومة الإسلامية الجديدة، ونُقلت ملكيتها إلى البنيادات دون أي تعويض.
يوجد اليوم أكثر من 100 بنياد، وتُنتقد للأسباب ذاتها التي وُجّهت إلى أسلافها. فهي تشكل إعفاء ضريبي، وتحصل على دعم حكومي، وتدخل في ائتلاف تجاريات تتلقى تبرعات دينية، وتخضع مباشرة (وفقط) لـالمرشد الأعلى للثورة الإسلامية. تشارك البنيادات في كل شيء من حقول فول الصويا وقطن شاسعة إلى فندقات ومشروب غازيات وصناعة السيارات الإيرانية، وحتى إيران نفسها. وتُعد مؤسسة المستضعفين (مؤسسة الفقراء والمعاقين) الأبرز بينها، حيث "تسيطر على 20٪ من إنتاج البلاد من المنسوجات، و40٪ من المشروبات الغازية، وثلثي المنتجات الزجاجية، ونسبة مهيمنة أيضًا في البلاط، والمواد الكيميائية، والإطارات، والمواد الغذائية".
ويقول بعض الاقتصاديين إن رئيسها، وليس وزارة الشؤون الاقتصادية والمالية (إيران) أو رئيس البنك المركزي للجمهورية الإسلامية الإيرانية، يُعد صاحب أقوى منصب اقتصادي في إيران. وإلى جانب البنيادات الوطنية الكبرى، فإن "كل مدينة إيرانية تقريبًا لديها بنياد خاص بها"، مرتبط برجال الدين المحليين.
وتتراوح التقديرات بشأن عدد الموظفين الذين تشغلهم البنيادات بين أكثر من 400,000 شخص إلى "ما يصل إلى 5 ملايين شخص".
وتلعب البنيادات أيضًا دورًا حاسمًا في نشر النفوذ الإيراني من خلال أنشطة دولية وعبر وطنية واسعة، تشمل العمل الخيري والتجارة بوصفها أدوات للقوة الناعمة، إضافةً إلى تقديم الدعم للقوة الصلبة.

## الانتقادات
تُنتقد البنيادات بوصفها استخدامًا مفرطًا وهدرًا كبيرًا لموارد إيران: فهي تعاني من فائض في التوظيف، وفساد سياسي، وغالبًا ما تكون غير مربحة. ففي عام 1999، أفاد محمد فروزنده، وزير الدفاع السابق، أن 80٪ من شركات البنياد في إيران كانت خاسرة.
ويجد القطاع الخاص الإيراني غير المحمي صعوبة في منافسة شركات البنياد، التي تمنحها علاقاتها السياسية تصاريح حكومية ودعمًا ماليًا يلغي الحاجة إلى تحقيق أرباح في العديد من قطاعات السوق. وبهذا فإن البنيادات، بمجرد وجودها، تُعيق المنافسة الاقتصادية الصحية، والاستخدام الفعّال لرأس المال والموارد الأخرى، والنمو الاقتصادي.

### توحيد نظام الضمان الاجتماعي في إيران
بصفتها منظمات خيرية، يُفترض أن تقدم البُنيادات خدمات اجتماعية للفقراء والمحتاجين؛ ومع ذلك، لا تخضع البُنيادات لقانون المحاسبة العامة في إيران، وبالتالي فهي ليست خاضعة للتدقيق المالي. وكونها لا تخضع لمراقبة البنك المركزي للجمهورية الإسلامية الإيرانية، فإن البُنيادات "تحرص بشدة على حماية سجلاتها من أعين المتطفلين". وبسبب هذا الغياب للمعلومات بشأن أكثر من 100 بنياد تعمل بشكل مستقل، "لا تعرف الحكومة ماذا، ولماذا، وكيف، ولمن يتم تقديم هذه المساعدات". كما أن غياب الرقابة والإشراف المناسب على هذه مؤسسة غير ربحية قد أعاق جهود الحكومة في إنشاء نظام رعاية اجتماعية موحد ومركزي وشامل في البلاد، وهو الجهد الذي بدأ منذ عام 2003. يوجد في إيران 12 مليون شخص يعيشون تحت خط الفقر، ستة ملايين منهم لا يتلقون الدعم من أي مؤسسة أو منظمة.
ومن أجل التمييز بوضوح بين أنشطتها وبين منظمة الضمان الاجتماعي الإيرانية (SSO)، فإنه من المفترض أن تتولى البُنيادات إدارة مراكز التدريب المهني، ومراكز إعادة التأهيل، والمراكز الاجتماعية والاقتصادية، وجميع مراكز علاج الإدمان، بالإضافة إلى النظام المصرفي والتأمين في إيران (مع تمويل هذه الأنشطة من خلال ممتلكاتها التجارية الضخمة، والتي يمكن حينها أن تخضع للخصخصة في إيران). أما منظمة الضمان الاجتماعي، فيمكن أن تكون الجهة الوحيدة المسؤولة عن تأمين البطالة، وتكاليف إعادة التأهيل/التدريب المهني، ومعاشات التقاعد، وصناديق العجز، وغيرها.[بحاجة لمصدر]
وبدلاً من كونها منظمات خيرية، فقد وُصفت البُنيادات بأنها "شركات قابضة تعتمد على نظام المحسوبيات، وتعمل على تحويل الإيرادات إلى الجماعات والبيئات التي تدعم النظام"، لكنها لا تساعد الطبقات الاجتماعية في إيران. كما جاء في شكوى أخرى أن البُنيادات التزمت بمهمتها الخيرية خلال العقد الأول للجمهورية الإسلامية، لكنها "تخلت بشكل متزايد عن وظائفها الاجتماعية لصالح الأنشطة التجارية البحتة" منذ وفاة مؤسس الثورة روح الله الخميني. وقد اتُهمت البُنيادات المحلية في المدن والبلدات أحيانًا باستخدام أساليب ابتزاز لاستخلاص نسبة 20% التقليدية من الشيعة والمعروفة بالخُمس من أصحاب الأعمال المحليين.

## قائمة البُنيادات الكبرى
- مؤسسة المستضعفين: تُعد من أكبر منظمات الرعاية في إيران، وهي مؤسسة شبه حكومية تأسست عام 1979 بأصول تعود لعائلة الشاه الأخير محمد رضا بهلوي. تدير مجموعة واسعة من الأنشطة الخيرية وتُقدّر أصولها بـ10 مليارات دولار (2003).[19]
- مؤسسة العتبة الرضوية المقدسة (العتبة الرضوية): تبلغ أصولها 15 مليار دولار (2003).[19]
- بنياد التعاون التابع لقوى الأمن الداخلي (NAJA)
- بنياد التعاون التابع للحرس الثوري (IRGC)
- مؤسسة الشهداء والمحاربين القدامى: تُعد من أكبر المؤسسات، حيث تمتلك أكثر من 100 شركة. تقدم مساعدات اجتماعية لأسر الشهداء.
- مؤسسة الحج
- مؤسسة الإسكان
- لجنة إمداد الإمام الخميني: تقدم مزايا للمرض، والأمومة، وإصابات العمل لبعض العاملين في القطاع الخاص.
- مؤسسة بركة
- لجنة تنفيذ أمر الإمام (ستاد): تمتلك حصصًا في "ما يقارب كل قطاع من الاقتصاد الإيراني، بما في ذلك الطاقة، والاتصالات، والخدمات المالية". كما تزيد من ثروتها عبر مصادرة "الأراضي والممتلكات من معارضي النظام، بمن فيهم المعارضون السياسيون، والأقليات الدينية، والإيرانيون في المنفى".[20] (مؤسسة بركة هي شركة تابعة لـ"ستاد")

## قراءة إضافية
- المراجعة السنوية من البنك المركزي للجمهورية الإسلامية الإيرانية، وتتضمن إحصائيات عن الضمان الاجتماعي في إيران.
- "فوضى." الإيكونوميست, 19 يوليو 2001.
- "متقزمة ومحرفة." الإيكونوميست, 16 يناير 2003.
- "لا تزال باهتة، لا تزال متحدية." الإيكونوميست, 9 ديسمبر 2004.
- "داخل ماكينة المال المقدسة في إيران." وول ستريت جورنال, 2 يونيو 2007. تفاصيل عن العتبة الرضوية، أكبر مؤسسة خيرية نشطة (بُنياد) في إيران.
- "بُنياد المستضعفين والمعاقين" globalsecurity.org
- إحصائيات البنك الدولي حول التنمية البشرية، والمؤشرات الاجتماعية والاقتصادية في إيران
- سياسات وزارة الرعاية الاجتماعية والضمان الاجتماعي في إيران لا تزال قائمة على العمل الخيري نسخة محفوظة 2017-02-15 على موقع واي باك مشين.
- المنظمات الشبه حكومية في إيران (البُنيادات) نسخة محفوظة 2016-03-03 على موقع واي باك مشين. بقلم علي سعيدي (المصدر: معهد الشرق الأوسط)
- الفقر وعدم المساواة منذ الثورة نسخة محفوظة 2017-11-20 على موقع واي باك مشين. بقلم جواد صالحي-إصفهاني (المصدر: معهد الشرق الأوسط)
- البُنيادات الإيرانية: نقاط القوة والضعف الاقتصادية. كينيث كاتزمان (2006)

## روابط خارجية
- مؤسسة الإغاثة للإمام الخميني
- بنياد الشهيد وشؤون المتطوعين
- بنياد الشهيد وأمور الجرحى
- بنياد المستضعفين والجرحى
- بنياد الخامس عشر من خرداد (مؤسسة تظاهرات 5 يونيو 1963 في إيران)
- العتبة الرضوية المقدسة نسخة محفوظة 2008-03-03 على موقع واي باك مشين.